# Sévis
Sévis is een dorp en voormalige gemeente in de Franse gemeente Val-de-Scie in het departement Seine-Maritime in de regio Normandië. De voormalige gemeente telt 283 inwoners (1999) en maakt deel uit van het arrondissement Dieppe.

## Geschiedenis
Op de 18de-eeuwse Cassinikaart is het dorp aangeduid als Sevis.
In 1813 werd buurgemeente Bazomesnil opgeheven en aangehecht bij Sévis.
Sévis ging op 1 januari 2019 net als de gemeenten Auffay en Cressy als commune déléguée op in de nieuwe fusiegemeente (commune nouvelle)  Val-de-Scie. 

## Geografie
De oppervlakte van Sévis bedraagt 6,5 km², de bevolkingsdichtheid is 43,5 inwoners per km².
Het dorpscentrum van Sévis ligt in het zuidwesten van het grondgebied van de voormalige gemeente. In het noorden ligt het gehucht Bosc de Sévis, in het zuiden Bazomesnil.
De onderstaande kaart toont de ligging van Sévis met de belangrijkste infrastructuur en aangrenzende gemeenten.

## Bezienswaardigheden
- De Église Saint-Pierre

## Demografie
Onderstaande figuur toont het verloop van het inwonertal.
Auffay · Bazomesnil · Bosc de Sévis · Cressy · Mesnil Sauval · Sévis